# Марк Тулій Цицерон (консул-суфект 30 року до н. е.)
Марк Тулій Цицерон Молодший (лат. Marcus Tullius Cicero (minor); 65 — після 23 року до н. е.) — політичний діяч пізньої Римської республіки та державний діяч ранньої Римської імперії, консул-суфект 30 року до н. е.

## Життєпис
Походив з роду Туліїв. Син Марка Тулія Цицерона та Теренції Варрони. Замолоду навчався філософії у Афінах. Там він провів значну частину життя. У Афінах молодший Цицерон був і тоді, коли вбили батька. Після цього підтримав республіканців на чолі із Марком Брутом. Після поразки Брута, Марк Цицерон втік на о. Сицилію до Секста Помпея. Після поразки останнього отримав прощення від Октавіана Августа й повернувся до Риму.
У 30 році до н. е. став консулом-суфектом. Втім якоїсь важливої ролі не відігравав. Загалом Октавіан використовував ім'я батька Марка для залучення до себе нових прихильників. Молодший Цицерон лише відзначився руйнуванням статуй Марка Антонія. У 29 році до н. е. Цицерон увійшов до колегії авгурів. З 27 до 25 року до н. е. обіймав посаду проконсула Сирії.
У 23 році до н. е. отримав призначення проконсула провінції Азії. Тоді ж став членом колегії понтифіків. Подальша доля Марка Тулія Цицерона Молодшого невідома.